# 부조

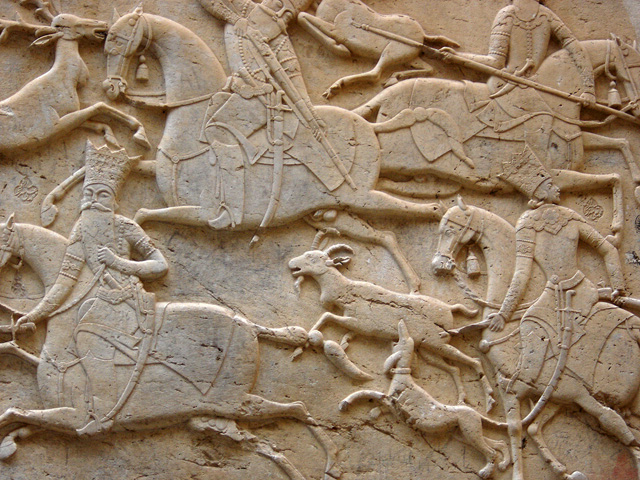
이란 탕게 사바시에 있는 페르시아 제국 카자르 왕조 시대 반부조

부조(浮彫) 또는 돋을새김(문화어: 뚫음새김)은 평면 재료 위에 높낮이를 만들어 표현하는 조각 기법이다. 돌이나 나무 등의 평면 재료를 깎거나 파고, 붙이는 방법으로 돋을새김을 하는 미술 표현 형식이다. 평면 회화와 입체 조각의 경계에 있는 조형 미술로, 예술 형성이 가장 오래된 형태에 속한다.

## 어원
한자인 뜰 부(浮), 새길 조(彫)를 써서 부조로 표현한다. 영어 ‘릴리프’(relief)는 ‘올리다’라는 뜻의 라틴어 ‘레보’(levo)에서 유래되었다. 동서양을 통틀어 20,000년 이상의 역사를 갖고 있다.

## 개요
부조의 기법은 옛 메소포타미아나 이집트, 그리스 등의 문화가 성하던 시대부터 대단히 발달하고 있었다. 그것들 대부분의 부조는 건축물의 벽면이나 주두(柱頭)나 동굴의 천장이나 암벽 또는 일상 생활용품으로서는 항아리나 가구나 화폐 등에도 많이 사용되고 있다. 부조가 표현할 수 있는 박력(迫力)은 의사전달 효과에서 기념건조물적인 항구성 등 다른 조형미술이 이룩할 수 없는 독자적인 세계를 전개하는 것이다.
부조 표현형식은 회화적인 요소와 조각적인 요소가 서로 장점을 받아들여서 박력있는 입체감을 표현하려고 하는 공간형식이다. 회화적인 요소란 화면인 이차원적인 한계 속에서 가상적인 공간구성을 취한다. 조각적인 요소란 삼차원에서의 빛(光)의 명암과 관계된다. 면의 구성은 형태(形態)를 정면성(正面性)에서 강조하는 도적(圖的)인 양식을 취하도록 유의하는 입체이다. 회화에는 투시도법이나 공기원근법이나 중국의 삼원법(三遠法) 등의 수법이 있는데 부조에는 그다지 효과가 없다.

## 특징
보통 돌판, 목판(나무판)에 조각칼로 도려내 파거나 붙여서 제작한다. 배경 평면을 가지고 그 위에 압축된 입체 공간을 표현하는 반 입체적 형태이며, 건축이나 조각의 부속물로 많이 쓰였다.

## 종류
부조는 형상의 두께에 의해 옅은 부조, 높은 부조의 두 가지로 대별할 수 있다. 옅은 부조는 상의 살붙임을 옅게 하면서 원근감을 느끼게 하는 것이다. 이 표현 중에도 상을 얕게 쌓아 올려서 만드는 형식과 상의 윤곽에서 안쪽으로 상을 파서 둥근 맛을 내는 형식이 있다. 이와 같은 표현도 모두 화면의 크기, 주위와의 관계, 보는 거리, 광선의 강약, 등에 의하여 살붙임의 두께가 결정되게 된다. 높은 부조는 환조에 가까운 제작형식을 취한다. 살붙임의 두께를 충분히 갖게 하는 형상으로 만들어지지만, 화면 전체는 커다란 하나의 면 속에 통일되도록 만들어진다. 부조의 아름다움에는 일정한 높이 속에서 모든 형상이 통일성을 갖도록 제작하는 것이 요긴하다.

### 양각

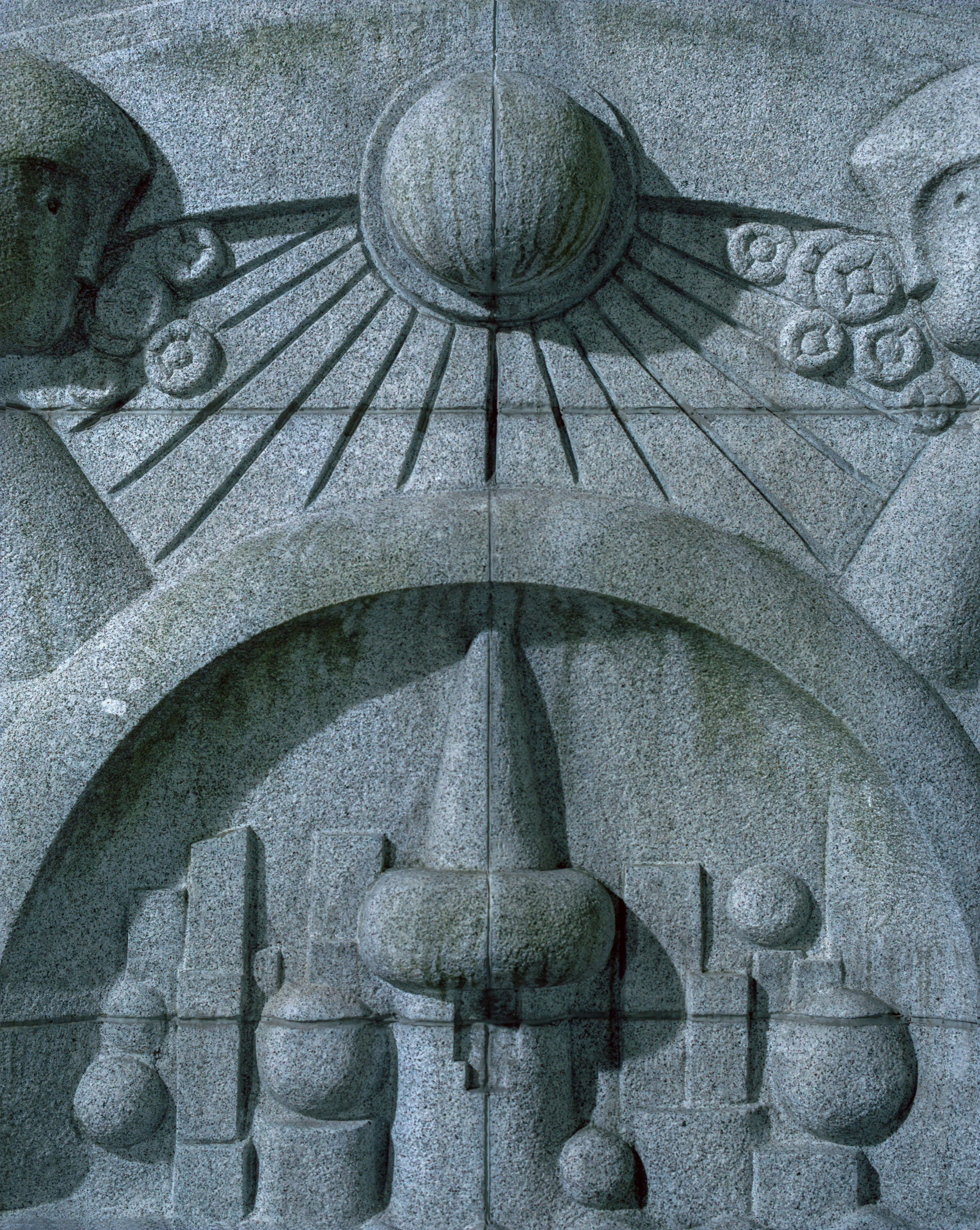
양각 석부조.

평면이나 곡면 위에 모양을 도톰하게 튀어나오게하는 기법을 말하는데, 화면의 크기, 보는 거리, 주위와의 관계, 광선과의 관계 등에 따라 깊이가 나타나며 돌출된 정도에 따라 고부조와 저부조로 나눈다.
고부조(영어: high relief, 이탈리아어: alto rilievo)를 후육조(厚肉彫), 저부조(영어: low relief, 프랑스어: bas relief, 이탈리아어: basso nilievo)를 박육조(薄肉彫), 그 중간을 반부조(半肉彫, 영어: mid relief)라고도 한다.
고부조란 환조에 가까운 제작 형태로 본래 모양의 두께에서 반 이상이 튀어나온 것을 말하며, 저부조는 형상의 덧붙임을 엷게 하여 원근감을 준 것으로서, 튀어나온 부분이 기본 형태 두께보다 반 이상을 넘지 않아야 한다. 그리고 반부조란 튀어나온 두께가 다른 부위의 반 정도가 되는 경우를 말한다.

### 음각
음각(영어: counter relief, 이탈리아어: intaglio)은 고대 이집트 조소에서 볼 수 있듯이 나타내고자 하는 모양을 안으로 들어가게 새기는 기법이다.

## 심조

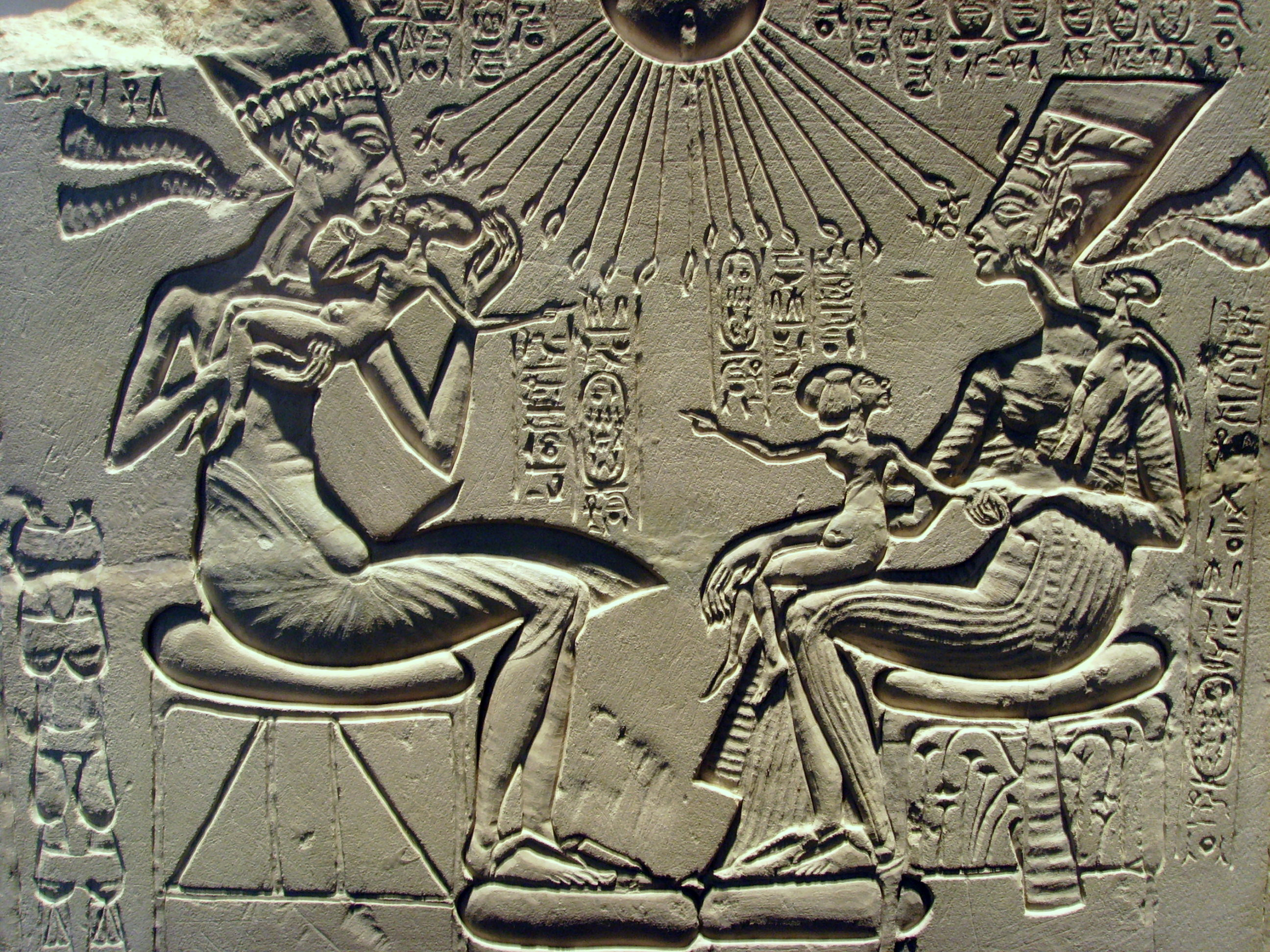
심조의 예. 이집트의 아크나톤, 네페르티티와 그들의 자식들 조각

심조(沈彫, 영어: sunk relief)란 윤곽선 안쪽을 파서 낮게 만들어 입체감을 주는 기법이다. 고대 이집트 신전의 외측 벽면 부조와 공양비와 헬레니즘 후기 건축물에서 많이 나타난다. 가장 많이 돌출한 부분과 소재의 표면의 높이가 일치한다. 소재의 표면 전체를 파는 번거로움이 없고 도상의 파손을 적게 하는 이점이 있다. 또 명문 등을 파는 일도 편리하다.

## 같이 보기
- 볼록판인쇄